# Ориндж (тауншип, Миннесота)
Ориндж (англ. Orange) — тауншип в округе Дуглас, Миннесота, США. На 2000 год его население составило 324 человека.

## География
По данным Бюро переписи населения США площадь тауншипа составляет 92,9 км², из которых 89,3 км² занимает суша, а 3,7 км² — вода (3,93 %).

## Демография
По данным переписи населения 2000 года здесь находились 324 человека, 105 домохозяйств и 93 семьи.  Плотность населения —  3,6 чел./км².  На территории тауншипа расположена 121 постройка со средней плотностью 1,4 построек на один квадратный километр. Расовый состав населения: 97,84 % белых, 0,62 % афроамериканцев, 1,23 % коренных американцев и 0,31 % азиатов.
Из 105 домохозяйств в 40,0 % воспитывались дети до 18 лет, в 80,0 % проживали супружеские пары, в 3,8 % проживали незамужние женщины и в 10,5 % домохозяйств проживали несемейные люди. 8,6 % домохозяйств состояли из одного человека, при том 4,8 % из — одиноких пожилых людей старше 65 лет. Средний размер домохозяйства — 3,09, а семьи — 3,22 человека.
29,3 % населения младше 18 лет, 7,4 % в возрасте от 18 до 24 лет, 25,9 % от 25 до 44, 22,8 % от 45 до 64 и 14,5 % старше 65 лет. Средний возраст — 37 лет. На каждые 100 женщин приходилось 105,1 мужчин.  На каждые 100 женщин старше 18 приходилось 110,1 мужчин.
Средний годовой доход домохозяйства составлял 46 250 долларов, а средний годовой доход семьи —  48 750 долларов. Средний доход мужчин —  30 625  долларов, в то время как у женщин — 17 250. Доход на душу населения составил 15 837 долларов. За чертой бедности находились 6,9 % семей и 7,4 % всего населения тауншипа, из которых 11,8 % младше 18 и 13,5 % старше 65 лет.